# Pla del Mosorro
El Pla de Mosorro és un altiplà situat al municipi de Vilafranca (els Ports, País Valencià).
Es tracta d'un paratge a uns 5 quilòmetres de distància al sud del nucli de Vilafranca que tradicionalment ha estat utilitzat per a l'activitat agrícola, principalment ramadera, pel que presenta una magnífica mostra de construccions de pedra en sec com murs, marges, cases, aljubs i assagadors.
L'altiplà s'alça entre 1.160 i 1.180 metres d'altitud sobre el nivell del mar, envoltat per dos grans serres: a l'oest la Serra Brusca (1.431 metres) i al sud-est la Serra Negra (1.304 metres). És un terreny de roca calcària amb escassa profunditat de sòl i molta pedra on es poden trobar cavitats subterrànies i avencs propis del relleu càrstic com l'avenc de Maite Barreda o el de Luis Leche.
El pla està travessat pel barranc de les Teixeres que trenca de forma abrupta l'altiplà per l'est, a través del gorg de les Coves del Forcall.

## Història
Durant la Tercera Guerra Carlina (1872-1876), en aquest lloc va tindre lloc una important batalla entre les tropes liderades pel famós general Cabrera i l'exèrcit liberal partidari d'Isabel II, concretament va succeir el 29 de juny de 1875. Aquesta va suposar la derrota Carlina de Cucala, Villalain i Dorregaray davant de les tropes dels liberals Jovellar i Villaviciosa.